# Salachid
Salachid (arab. صلاخد) – wieś w Syrii, w muhafazie As-Suwajda. W 2004 roku liczyła 950 mieszkańców.